# Gospođica (roman)
Gospođica je roman književnika Ive Andrića, objavljen 1945. godine. Marko Fotez je adaptirao roman u istoimenu dramu 1962. godine, a adaptiran je i u istoimeni film 1980. godine.

## O djelu
Gospođica je napisana je u razdoblju od prosinca 1943. do listopada 1944. u Beogradu za vrijeme Drugog svjetskog rata. Roman je objavljen nakon oslobođenja u sarajevskoj izdavačkoj kući Svjetlost 1945, iste godine kada su objavljeni i romani Na Drini ćuprija i Travnička hronika. Gospođica nema karakteristike romana-kronike sastavljenog iz niza odvojenih proznih struktura, bez jasno definiranog glavnog junaka, već je koncipiran kao romaneskna struktura u kojoj središnju ulogu ima jedan lik.
Mjesto i vrijeme radnje ovog romana je Sarajevo prije i za vrijeme Prvog svjetskog rata, a zatim Beograd, glavni grad novostvorene Kraljevine Srba, Hrvata i Slovenaca u prvim kaotičnim godinama poslije rata, a sve gledano u retrospektivi i kroz prisjećanje glavne ličnosti romana, tvrdice i zelenašice Rajke Radaković, jednog dana veljače 1935. godine. U usporedbi s drugim Andrićevim romanima, Gospođica je, žanrovski gledano, roman s najklasičnijom formom u njegovom opusu.
Ni ovdje, kao ni u višegradskoj i travničkoj kronici, nema pripovijesti u ich-formi, već je riječ o prividno neutralnom pripovjedačevom glasu u trećem licu, koji se, tijekom većeg dijela romana drži točke gledišta vrlo bliske vizuri glavnog lika - Rajke Radaković. Ovaj pripovjedačev glas povremeno se udaljava od središta svijesti središnje junakinje, i to uvijek onda kada čitatelja treba uputiti u pojedinosti vezane za sudbine drugih likova koji se u romanu javljaju. Život Rajke Radaković protekao je u znaku jedne strasti - ljubavi prema novcu. Ali, Rajka nije građena kao tip tvrdice, između ostalog i zbog toga što Andrić kao književnik nije bio sklon stvaranju tipova. On, u stvari, uvijek naglašava posebnost svake ljudske sudbine, a za Rajku će posebno podvući da je mimo drugih ljudi, kruška divljakuša, kako za nju kaže njena tetka.

## Adaptacije

### Kazalište
Marko Fotez je adaptirao roman u istoimenu dramu 1962. godine, u vrijeme kada je Ivo Andrić bio predsjednik Umjetničkog vijeća Jugoslavenskog dramskog kazališta u Beogradu. Ipak, komad nije bio postavljen na sceni sve do 2013. godine. Predstavu je režirao Gorčin Stojanović, a glavnu ulogu je tumačila Nataša Ninković.

### Film
Hollywood se bio interesirao za filmsku adaptaciju Gospođice, ali je Andrić odbio prodati autorska prava za film, pošto nije podržavao adaptacije svojih književnih ostvarenja, a i nije pozitivno mislio o hollywoodskim filmovima.
Ipak, filmska adaptacija Gospođice je snimljena 1980. godine u koprodukciji Jadran filma i Radiotelevizije Zagreb. Film je režirao čehoslovački redatelj Vojteh Jasni, a ulogu Rajke je igrala austrijska glumica Heidelinde Weis. Rade Šerbedžija je tumačio dve uloge, njenog ujaka Vladu i prevaranta Ratka.

## Vanjske poveznice
- Gospođica